# Soós Paula
Soós Paula (Budapest, 1903. január 13. – Budapest, 1996. január 5.) matematika–fizika szakos tanár.

## Munkássága
1929-ben szerzett doktorátust, disszertációjának címe Pascal metafizikája volt. 1935-től tanított a szegedi Tömörkény István Gimnáziumban, ahonnan 1963-ban ment nyugdíjba, ám nyugdíjasként is tovább folytatta a tanítást, egészen 1988-ig. 1947 novemberében, házi sokszorosítással újraindította a Középiskolai Matematikai Lapokat, amelynek Surányi Jánossal szerkesztője volt.

## Díjai
- 1951 – a Bolyai János Matematikai Társulat Beke Manó-emlékdíját kapja matematikai munkásságáért
- 1994 januárja – a Művelődési és Közoktatási Minisztérium Arany Katedra díját kapja

## Művei
- Geometriai feladatok gyűjteménye (társszerző, Czapáry Endrével; 2003-ban a 32. kiadása jelent meg)

## Emlékezete
- 2003 -ban a szegedi Tömörkény István Gimnázium az ő tiszteletére róla nevezte el az egyik termét.